# Diocèse de Fidenza
Le diocèse de Fidenza (en latin : Dioecesis Fidentina ; en italien : Diocesi di Fidenza) est un diocèse de l'Église catholique en Italie, suffragant de l'archidiocèse de Modène-Nonantola et appartenant à la région ecclésiastique d'Émilie-Romagne.

## Territoire
Il est situé sur les provinces de Parme et de Plaisance, les autres parties de ces provinces sont dans les diocèses de Parme et de Plaisance-Bobbio. Son territoire couvre 516 km2 divisé en 70 paroisses regroupées en 4 archidiaconés. L'évêché est la ville de Fidenza où se trouve la cathédrale de saint Domnin.

## Histoire
Au moins à partir de 1114 (mais peut-être déjà au IXe siècle), l'église de Borgo saint Domnin est exemptée
de la juridiction des évêques voisins et dépend directement du Saint-Siège ; elle est dirigée par un prévôt qui exerce une juridiction presque épiscopale sur la ville et ses environs. Le dernier prévôt est Papirio Picedi, que le pape Clément VIII choisit comme premier évêque du nouveau diocèse.
Le diocèse de Borgo San Donnino est érigé, à la demande du duc Ranuce Ier Farnèse, par la bulle Super universas de Clément VIII du 12 février 1601. En plus de Borgo San Donnino et de son district, le nouveau diocèse absorbe les paroisses de certaines localités du diocèse de Crémone situées sur la rive droite du Pô et passées sous la domination de la maison Farnèse avec la création du duché de Parme et Plaisance.
À l'origine sous l'exemption, le pape Paul V le nomme suffragant de l'archidiocèse de Bologne mais il est de nouveau placé sous exemption en 1818. Il fait actuellement partie de la province ecclésiastique de l'archidiocèse de Modène-Nonantola.
Le 22 septembre 1927, il prend le nom de diocèse de Fidenza. En 1948, la paroisse de Castellina dans la municipalité de Soragna passe au diocèse de Parme, tandis que le diocèse de Fidenza acquiert la paroisse de Castione Marchesi, une frazione de la municipalité de Fidenza, qui appartenait au diocèse de Parme.
Un autre changement de territoire a lieu en 2003, lorsque le diocèse de Fidenza acquiert 14 paroisses, 4 du diocèse de Parme et 10 de celui de Piacenza-Bobbio, en cédant simultanément 2 paroisses à Parme et 2 autres à Piacenza-Bobbio. À la suite de ces changements, toutes les paroisses des territoires municipaux de Salsomaggiore Terme et Pellegrino Parmense sont unis au diocèse de Fidenza.

## Sources
- (en) Catholic-Hierarchy

- (it) Cet article est partiellement ou en totalité issu de l’article de Wikipédia en italien intitulé « Diocesi di Fidenza » (voir la liste des auteurs).

### Articles liés
- Liste des diocèses et archidiocèses d'Italie
- Église catholique en Italie